# Sakata Tōjūrō I
Sakata Tōjūrō I (初代坂田藤十郎 Shodai Sakata Tōjūrō?,  Kioto, 1647 - ibídem, 1 de noviembre de 1709) fue un actor y zamoto de teatro kabuki, famoso por sus contribuciones a esta forma dramática durante el periodo Genroku, especialmente su estilo wagoto de interpretación y sus colaboraciones con el dramaturgo Chikamatsu Monzaemon.
Tōjūrō alcanzó la fama como actor con el papel de Fujiya Izaemon en la obra Yūgiri Nagori no Shōgatsu, en el segundo mes lunar de 1678. Se considera este el origen del estilo wagoto. Interpretó este rol en 18 producciones más, convirtiéndose en uno de sus más importantes. Otro momento importante en su carrera como actor tuvo lugar en el tercer mes lunar de 1693, cuando representó el primer drama escrito exclusivamente para él por el legendario dramaturgo Chikamatsu Monzaemon (1653-1725), la obra Butsumo Mayasan Kaichō.
Un actor tachiyaku especializado en roles nimaime, se le considera el mejor actor de su tiempo en la región Kamigata, solamente rivalizado por Ichikawa Danjūrō I en Edo, famoso por su estilo de actuación aragoto. Su especialidad eran las obras sewamono, especialmente aquellas ambientadas en los distritos de placer.